# ヘスス・クエジャル
ヘスス・クエジャル（Jesús Marcelo Andrés Cuellar、1986年12月28日 - ）は、アルゼンチンの男性プロボクサー。ブエノスアイレス州ホセ・クレメンテ・パス出身。元WBA世界フェザー級王者。

## 来歴

### アマチュア時代
2005年、中華人民共和国の綿陽市で開催された2005年世界ボクシング選手権大会にライト級(60kg)で出場するが2回戦で敗退
。
2007年、パンアメリカン競技大会予選会にフェザー級(57kg)で出場するが決勝でニコラス・ウォータースに敗退。パンアメリカン競技大会本大会にフェザー級(57kg)で出場するが1回戦で敗退した。
2007年、アメリカのシカゴで開催された2007年世界ボクシング選手権大会にフェザー級(57kg)で出場するが1回戦で敗退。
2008年、北京オリンピックアメリカ大陸予選にフェザー級(57kg)で出場するが1回戦で敗退。
アマチュア時代最も長くいた階級はフェザー級で、戦績は240戦230勝10敗。

### プロ時代
2008年6月14日、プロデビュー。初回に2度倒し、最後はレフェリーがストップし初回TKO勝利。
2009年10月24日、コルドバ州デアン・フネスにあるエスタディオ・クビエルト・ムニシパルにて、ルイス・アルマンド・フアレスとWBOラテンアメリカフェザー級暫定王座決定戦を行い、12回3-0(119-109.5、119-108.5、119-111.5)の大差判定勝利で王座を獲得した。
2010年4月30日、クラウディオ・ロセンド・タピアとWBOラテンアメリカフェザー級暫定王座の初防衛戦を行い、11回終了時棄権により初防衛に成功し、その後正規王者に昇格した。
2010年10月23日、ディエゴ・ヘレミーノ・アレハンドロ・サナンコと対戦し、8回開始1秒サナンコのダメージが溜まって戦意を損失しているのを見て棄権を申請。2度目の防衛に成功した。
2011年1月15日、ホセ・サエズと対戦し、初回に2度ダウンを奪い、2回にダウンを奪うとそのままレフェリーストップを呼び込み3度目の防衛に成功した。
2011年4月16日、ラモン・アルマンド・トーレスと空位のアルゼンチンFABフェザー級王座決定戦で対戦。2回にダウンを奪い、4回に左フックでダウンを奪うと、レフェリーはカウントを取らずにストップし、王座獲得に成功した。
2011年7月23日、ウーゴ・オルランド・ゴメスとWBOラテンアメリカ王座4度目の防衛戦を行い、3回レフェリーストップによるTKO勝ちで4度目の防衛に成功した。
2011年10月15日、オスカル・エスカンドンとノンタイトル戦を行った。しかし、7回にダウンを喫すると最後はレフェリーストップによりプロ初黒星を喫した。試合後、トレーナーのロベルト・ガルシアに出合い師事することになった。
2012年8月31日、クラウディオ・ロセンド・タピアとアルゼンチンFABフェザー級王座の初防衛と空位のWBAフェデラテンフェザー級暫定王座決定戦で行い、2年振りの再戦。初回にダウンを奪い、2回にダウンを奪うと、タピアは失神し、レフェリーはカウントを取らずにストップをかけアルゼンチン王座の初防衛に成功、WBAフェデラテン暫定王座の獲得にも成功した。
2013年8月23日、アメリカデビュー。ニューヨーク州ヴェローナのターニング・ストーン・リゾート&カジノにて、アルヘニス・メンデスの前座で、クラウディオ・マレロとWBA世界フェザー級暫定王座決定戦を行った。6回にダウンを奪うと9回にはマレーロをストップ寸前に追い詰め、3-0の判定勝ちを収め王座獲得に成功した。
2014年5月2日、ラスベガスのハードロック・ホテル・アンド・カジノ内ザ・ジョイントにて、ゴールデンボーイプロモーションズ移籍後初試合で、元WBA世界スーパーバンタム級王者でWBA世界フェザー級15位のリコ・ラモスと対戦し、初回にダウンを奪うも、その後はラモスに粘られる展開になり倒し切ることができなかったが、12回3-0(114-112、117-109、116-110)の判定勝ちを収め、初防衛に成功した。
2014年9月11日、ラスベガスのハードロック・ホテル・アンド・カジノ内ザ・ジョイントで元世界2階級制覇王者でWBA世界フェザー級15位のファン・マヌエル・ロペスと対戦し、初回からプレスをかけて圧倒。最後はフックの連打でロペスを失神。2回1分36秒KO勝ちを収め、2度目の防衛に成功した。
2014年12月20日、ワシントン州シェルトンのリトル・クリーク・リゾート・カジノでWBA世界フェザー級15位のルーベン・タマヨと対戦し、5回1分48秒TKO勝ちを収め、3度目の防衛に成功した。
2015年2月21日、ニコラス・ウォータースのスーパー王座認定に伴い、暫定王座からレギュラー王座に認定された。
2015年6月6日、カリフォルニア州カーソンのスタブハブ・センター・テニスコートで元世界2階級制覇王者ビック・ダルチニアンと対戦し、8回に右ストレートでダウンを奪い、ダルチニアンが立ち上がった直後に猛然と攻め込み、ダルチニアン陣営からタオルが投げ込まれ、8回1分4秒TKO勝ちを収め、4度目の防衛に成功した。
2015年6月12日、スーパー王者のニコラス・ウォータースが体重超過により王座を剥奪されたため、クエジャルはレギュラー王者から正規王者に認定された。
2015年7月8日、WBAはクエジャルをWBAの2015年7月度の月間優秀選手賞に選出した。
2015年8月29日、レオ・サンタ・クルスがスーパー王座を獲得したため、クエジャルは正規王者からレギュラー王者に認定された。
2015年8月31日、WBAはWBA世界フェザー級スーパー王者レオ・サンタ・クルスと18ヵ月以内に対戦するよう指令を出した。
2015年12月5日、ニューヨークのバークレイズ・センターのダニエル・ジェイコブス対ピーター・クイリンの前座でWBA世界フェザー級9位のジョナサン・オケンドと対戦し、12回3-0（2者が116-111、120-107）の判定勝ちを収め、5度目の防衛に成功した。
2016年6月25日、バークレイズ・センターでキース・サーマンVSショーン・ポーターの前座で元世界3階級制覇王者でWBA世界フェザー級4位のアブネル・マレスと対戦し、6度目の防衛を目指す予定だったが、マレスが予備検査で視力低下の問題に引っかかった為中止になった。しかし主催するディベイラ・エンターテインメントは7月下旬頃にカリフォルニア州に場所を移して開催する意向を示した。
2016年12月10日、ロサンゼルスの南カリフォルニア大学構内にあるギャレン・センターで元世界3階級制覇王者でWBA世界フェザー級6位のアブネル・マレスと対戦し、12回１-2（110-117、111-116、115-112）の判定負けを喫し6度目の防衛に失敗、王座から陥落した。この試合でクエジャル、マレスはそれぞれ70万ドル(約8千万円)のファイトマネーを稼いだ。
2018年4月21日、ニューヨークのバークレイズ・センターにてエイドリアン・ブローナーVSジェシー・バルガスの前座で、元IBF世界スーパーフェザー級王者でWBA世界スーパーフェザー級1位のガーボンタ・デービスとWBA世界スーパーフェザー級スーパー王座決定戦を行い、3回2分45秒TKO負けを喫し2階級制覇に失敗した。

## 獲得タイトル
- WBOラテンアメリカフェザー級暫定王座
- WBOラテンアメリカフェザー級王座
- アルゼンチンFABフェザー級王座
- WBAフェデラテンフェザー級暫定王座
- WBA世界フェザー級暫定王座（防衛3度=レギュラー王座に認定）
- WBA世界フェザー級レギュラー王座（防衛1度=正規王座に認定）
- WBA世界フェザー級王座（防衛0）